# Université Paris-Sud
A Université Paris-Sud egy francia egyetem volt, amelyet 1971. január 1-jén hoztak létre. 2020. január 1-jén tűnt el a Párizs-Saclay Egyetem javára, miután a Hivatalos Lapban megjelent az új egyetem létrehozásáról szóló rendelet 2019. november 5-én.

## Híres tanár
- Lionel Jospin, francia szocialista politikus, kormányhivatalnok, egyetemi tanár
- Laurent Lafforgue, francia matematikus
- Serge Latouche, francia professzor
- Szarka László, magyar geofizikus
- Pierre Pansu, francia matematikus
- Wendelin Werner, francia matematikus
- Rácz Zoltán, Széchenyi-díjas magyar fizikus

## Híres diplomások
- Ngô Bảo Châu, vietnámi matematikus